# Marcali
Marcali (deutsch Martzal, kroatisch Marcalin) ist eine ungarische Stadt im Komitat Somogy mit 11.571 Einwohnern (Stand 2011) und Kreissitz des Kreises Marcali. Die Stadt liegt 15 km vom Südufer des Balatons (Balatonmáriafürdő) entfernt.

## Geschichte
Erstmals wurde Marcali 1274 urkundlich erwähnt. Allerdings war das Gebiet schon zur Bronzezeit besiedelt. Das Stadtrecht erhielt Marcali 1977, wobei zeitgleich die Dörfer Bize, Boronka und Horváthkút eingemeindet wurden.
Marcali war bis zur Eröffnung des örtlichen Thermalbades am 1. August 2003 eher eine kleine „Durchgangsstadt“ an der E 661 ohne touristische Bedeutung. Neben dem örtlichen Kurbetrieb gewinnt auch die Umgebung von Marcali  für Jagdinteressierte und Angler an Bedeutung.

## Rundfunksender
Beim Ortsteil Kisperjes befindet sich ein Mittelwellenrundfunksender mit einem 126 Meter hohen Sendemast, der auf der Frequenz 1188 kHz mit 300 kW Sendeleistung betrieben wird.

## Wirtschaft
Im Ort befindet sich eine der wenigen Produzenten von Stangenei in Europa. Bovoprod gibt 2016 an, 1,5 Millionen Stück der 235–250 g wiegenden Packungen, auch gewürzte, zu erzeugen.

## Partnerstädte

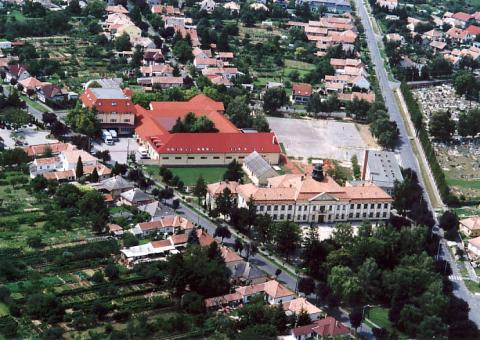
Luftaufnahme über Marcali

- Künzelsau in Deutschland

- Toplița in Rumänien

- Medulin in Kroatien

## Berühmte Söhne und Töchter
- Béla Pap (1845–1916), Feldmarschallleutnant und Landesverteidigungsminister
- Henrik Marczali (1856–1940), Geschichtsschreiber
- Aurél Bernáth (1895–1982), Kunstmaler
- Jószef Lengyel (1896–1975), Schriftsteller und Dichter
- Maciej Paderewski (1943–2010), polnischer Pianist und Musikpädagoge
- Mya Diamond (* 1981), Model und Pornodarstellerin